# Charline Boukhelifa
Charline Tchikaya Boukhelifa, née le 9 juillet 1998, à Bordeaux (Gironde) est une escrimeuse franco-algérienne, représentant l'Algérie dans les compétitions internationales.

## Biographie

### Etudes
Charline Boukhelifa poursuit une licence en information et communication à l'Université Bordeaux-Montaigne puis à l'Université Paris-Panthéon-Assas. Elle étudie ensuite la communication et les relations médias à l'École des nouveaux métiers de la communication.

### Carrière sportive
Charline Boukhelifa intègre le pôle France escrime au CREPS de Talence en 2013 après avoir remporté le Critérium National Minimes plus connu sous le nom de Fête des Jeunes. En 2015, elle est sacrée championne de France senior N2 à l'issue de sa deuxième année en cadets.
Avec l'Académie beauvaisienne d'escrime, Charline Boukhelifa est vice-championne de France d'épée par équipes en 2017 avant de remporter le titre en 2018. En 2019, elle remporte la Coupe d'Europe des clubs champions d'escrime à Caserte.
Elle est médaillée de bronze en épée par équipe aux Championnats d'Afrique d'escrime 2023 au Caire.
Elle remporte la médaille d'or en épée individuelle aux Jeux panarabes de 2023 en Algérie.